# Hygrophoropsis macrospora
Hygrophoropsis macrospora är en svampart som först beskrevs av D.A. Reid, och fick sitt nu gällande namn av Kuyper 1996. Hygrophoropsis macrospora ingår i släktet Hygrophoropsis,  och familjen Hygrophoropsidaceae.   Inga underarter finns listade.

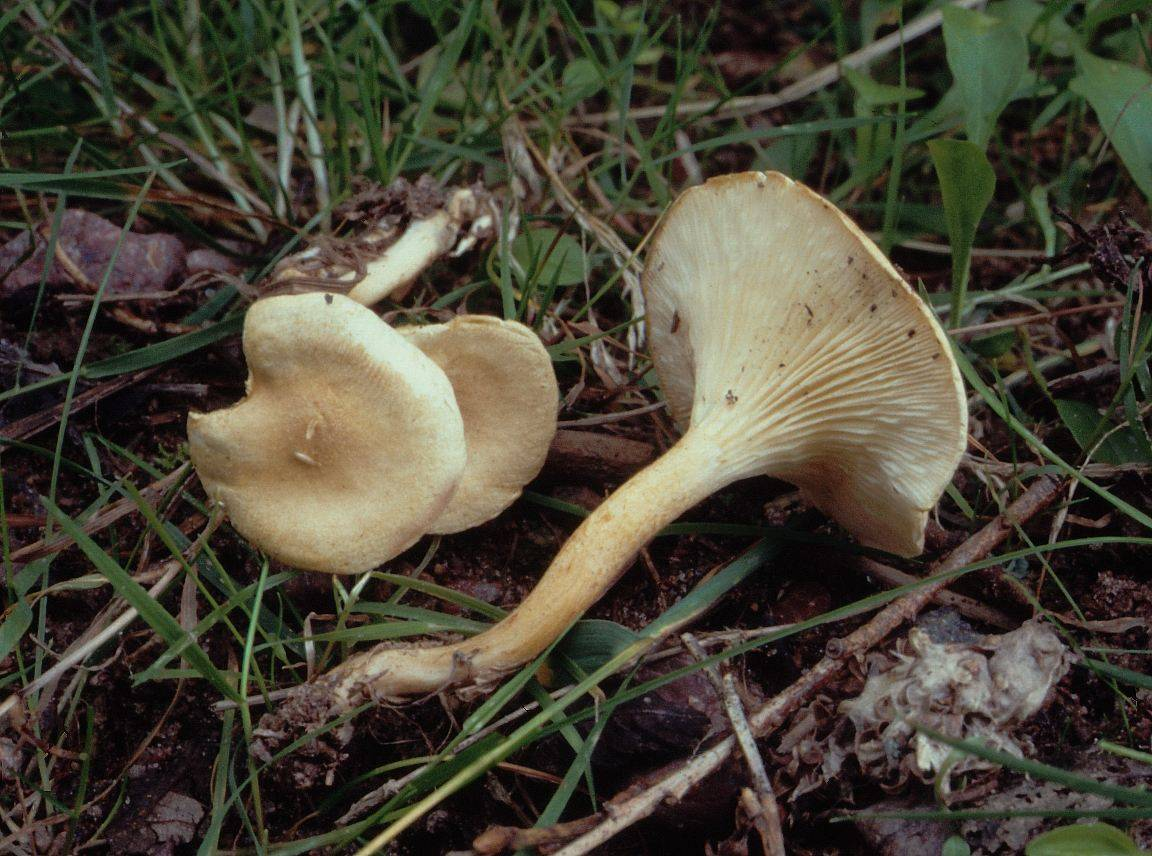